# Марза (Долж)
Марза (рум. Mârza) насеље је у Румунији у округу Долж у општини Салкуца. Oпштина се налази на надморској висини од 146 m.

## Становништво
Према подацима из 2002. године у насељу је живело 587 становника.

### Попис2002.
| Расподела становништва по националности 2002.‍ | Расподела становништва по националности 2002.‍ | Расподела становништва по националности 2002.‍ | Расподела становништва по националности 2002.‍ | Расподела становништва по националности 2002.‍ |
| --------------------------------------------- | --------------------------------------------- | --------------------------------------------- | --------------------------------------------- | --------------------------------------------- |
|                                               |                                               |                                               |                                               |                                               |
| Румуни                                        | Румуни                                        |                                               | 107                                           | 18,2%                                         |
| Роми                                          | Роми                                          |                                               | 480                                           | 81,8%                                         |